# Last Chance Check

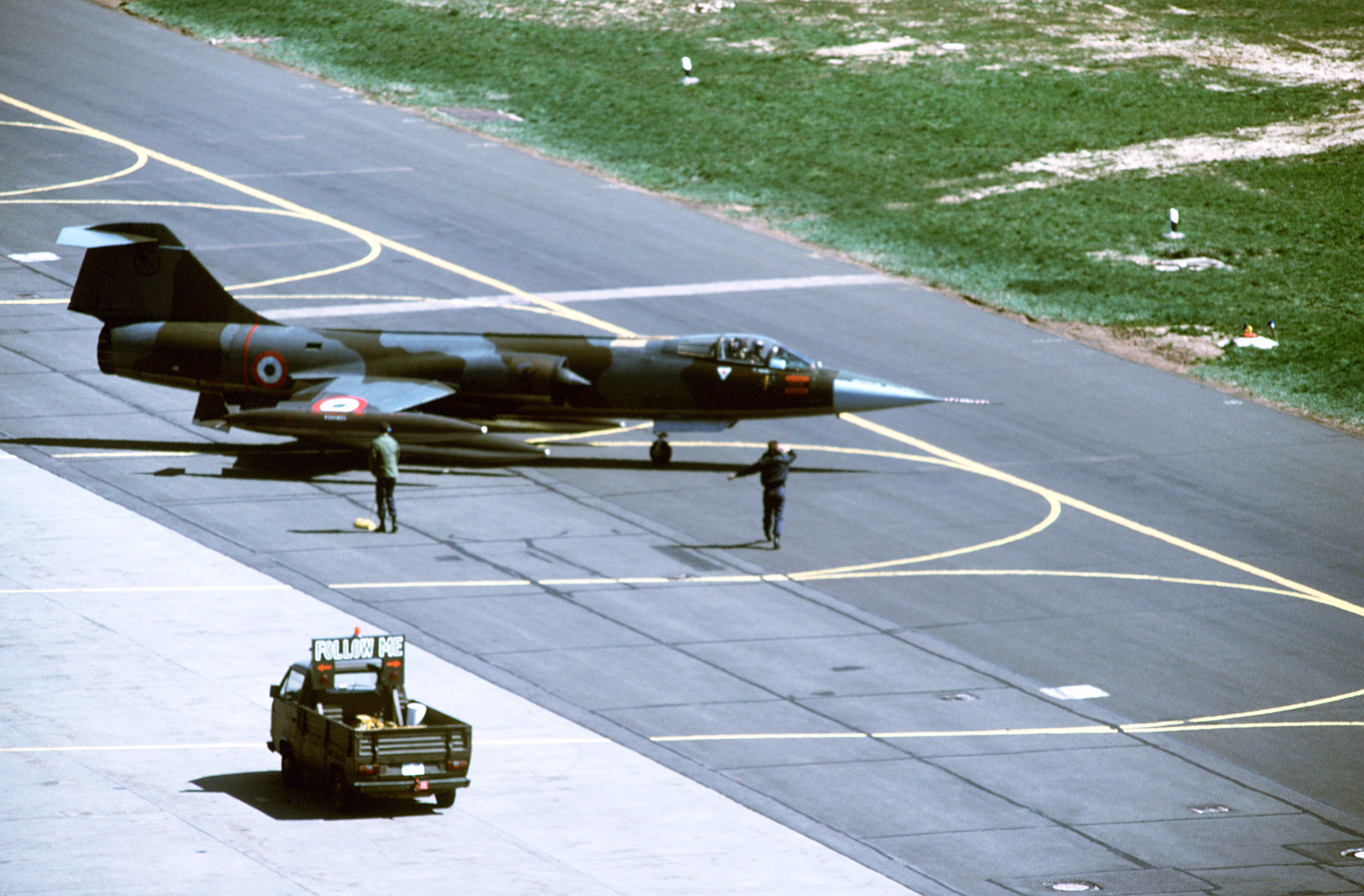
Wartungspersonal und eine F-104 beim Last Chance Check

Als Last Chance Check (LCC) wird eine Sichtüberprüfung vor allem von militärischen Luftfahrzeugen kurz vor dem Start bezeichnet. Technisches Bodenpersonal untersucht dabei die Flugzeuge zum Beispiel auf offene Verschlussklappen, austretende Flüssigkeiten, Schäden an den Flugzeugreifen oder auf Beschädigungen durch Fremdkörper (Foreign Object Damage). Auf Flugplätzen wird der LCC an festgelegten Positionen in unmittelbarer Nähe zur Startbahn durchgeführt. Bei Kampfflugzeugen wird meist der Last Chance Check  mit der Arming, also dem Schärfen der Waffen, verbunden. D.h. das Wartungspersonal entfernt als letzte Aktion vor dem Rollen zum Start die Sicherungen der Bordwaffen. Aus diesem Grund befinden sich an den meisten Militärflugplätzen Wälle in der Nähe der Last Chance Area, die bei einer Fehlfunktion die Auswirkungen räumlich begrenzen sollen.

## Nationale Volksarmee
In den Luftstreitkräften/Luftverteidigung der Nationalen Volksarmee wurde diese Sichtüberprüfung durch den sogenannten Technischen Kontrollposten (TKP) durchgeführt.

## Zivile Luftfahrt
Die zivile Luftfahrt verzichtet neben dem Preflight-Check meist auf weitere, abschließende und externe Sichtüberprüfungen unmittelbar vor dem Start.
Im Rennsport sehen zum Beispiel die Regelungen der Red Bull Air Race World Championship einen Last Chance Check vor.